# Dzik euroazjatycki
Dzik euroazjatycki, dzik (Sus scrofa) – gatunek dużego, lądowego ssaka łożyskowego z rodziny świniowatych (Suidae). Sus scrofa jest jedynym przedstawicielem dziko żyjących świniowatych w Europie. Jest także przodkiem świni domowej.
Gatunek inwazyjny poza naturalnym zasięgiem występowania.
Dzik jest popularnym zwierzęciem łownym i jako taki doczekał się w języku myśliwych wielu szczegółowych określeń, pozwalających w krótkich słowach opisać zwierzę i jego zachowanie. Z czasem część tej terminologii weszła do języka codziennego, a także języka zoologów. W Polsce dzik jest pospolitym przedstawicielem tzw. zwierzyny czarnej, od 3 sierpnia 2017 nie podlega ochronie sezonowej. Samica dzika nazywana jest lochą, samiec knurem (dawniej na Śląsku samce były nazywane knurem) lub odyńcem, a młode warchlakami, warchlak o charakterystycznym paskowym umaszczeniu – pasiakiem.

## Występowanie i biotop

### Występowanie

#### Zmiany zasięgu występowania
Jako zwierzyna dzik został najprawdopodobniej introdukowany przed wiekami przez człowieka na Sardynii, Korsyce i Andamanach.
W Afryce przed kilkoma stuleciami dzik występował licznie na północ od Sahary oraz w dolinie Nilu, aż po obszary na południe od Chartumu w Sudanie. Dziś gatunek ten jest w północnej Afryce rzadki. Podgatunki, które żyły niegdyś od południowej Turcji po Palestynę (Sus scrofa libycus), jak i od Egiptu po Sudan (Sus scrofa barbarus), uważa się za wymarłe. Na Półwyspie Arabskim dzik występuje jedynie na skrajnej północy.

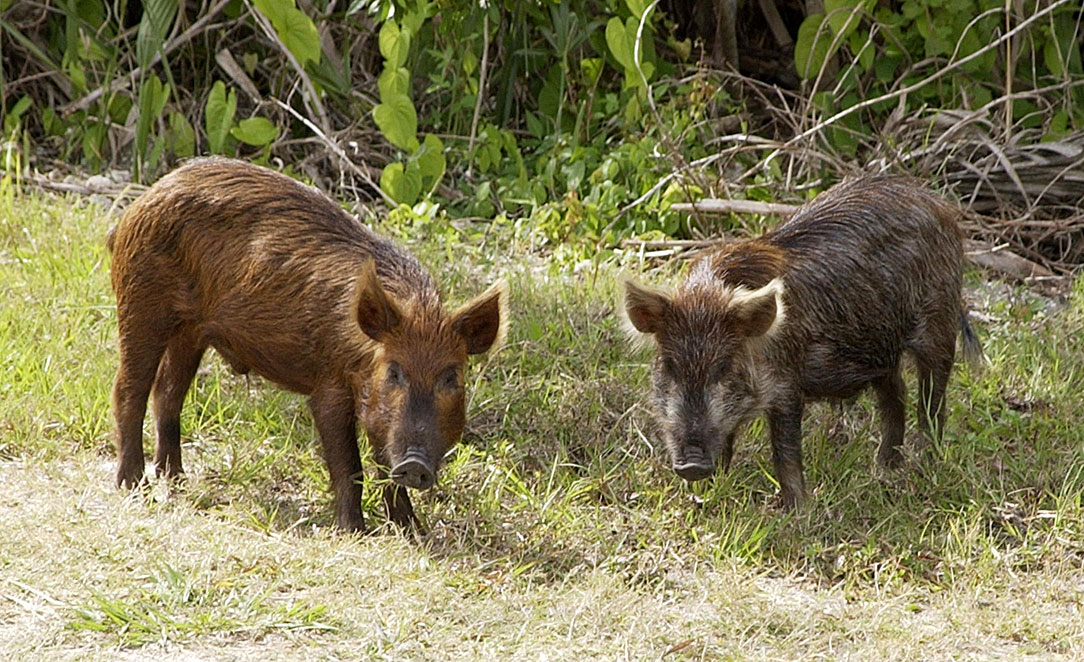
Dziki introdukowane na Florydzie

Obszar występowania zmieniał się w przeciągu stuleci kilkakrotnie, w zależności od zmian klimatycznych, jak i wpływów antropogenicznych. W ostatnich stuleciach na wielkość obszaru występowania wpływały przede wszystkim intensyfikacja rolnictwa, jak i związany z tym wzrost polowań. W Wielkiej Brytanii dzik został wytępiony w XVII wieku, jednak wiele dzików hodowlanych uciekło z farm i wracają na niektóre tereny dawnego występowania (Kent, East Sussex, Dorset). W Danii ostatnie osobniki upolowano na początku XIX wieku. Do roku 1900 dzik zniknął w Tunezji i Sudanie, do 1940 w wielu regionach Niemiec, Austrii, Szwajcarii i Włoch. Zwierzę wytępiono również w Szwecji.
Jeszcze w początkach XX wieku dzik był w Polsce uważany za szkodnika jako sprawca szkód w uprawach rolnych. Nie obowiązywały żadne zasady ochrony gatunku ani okresy ochronne i nie prowadzono dokarmiania. W latach 30. liczebność dzika w kraju spadła do zaledwie około 16 tysięcy. Jeszcze w latach 50. dzik prawie nie występował w centralnej i wschodniej części Polski. Wzrost liczebności populacji tego gatunku w późniejszych latach związany jest przede wszystkim z powstaniem upraw wielkołanowych. W roku 2006 liczebność na terenie Polski wynosiła ok. 177 tys. Powrót do większej populacji dzików pozytywnie wpływa na rozwój ekosystemu, m.in. poprzez redukcję liczby larw owadzich szkodników zimujących w ściółce lub spulchnianie gleby, jest jednak ograniczany ze względu na interesy rolników (dochody z upraw) oraz myśliwych (dochody z łowiectwa).

#### Obecny obszar występowania
Obecny, naturalny zasięg występowania dzika obejmuje tereny od północnych krańców Afryki przez środkową i południową Eurazję. Gatunek nie występuje na północy Półwyspu Skandynawskiego, Finlandii i północnej części Rosji. Na Sachalinie odkryto jedynie jego kopalne pozostałości. Nie występuje również w suchych pustyniach Mongolii, wysokich górach Azji Środkowej, jak i na Wyżynie Tybetańskiej.
W Polsce bardzo licznie występuje na terenie całego kraju, w Tatrach nieliczny, dochodzi do górnej granicy lasu, powyżej 1400 m n.p.m.

### Środowisko
Dzik jest eurytopem, unika tylko terenów otwartych i górskich. Zasiedla głównie obszary o dużej lesistości, ponieważ w lasach znajduje pokarm oraz schronienie. Idealnym siedliskiem dla niego są lasy liściaste i lasy mieszane, gdzie znajduje się najwięcej typowego dla niego pokarmu. Optymalnym środowiskiem dla tego gatunku są prawdopodobnie lasy łęgowe.
Obserwuje się pojawianie dzików, w tym loch z warchlakami, na terenie wielu miast, gdzie przychodzą, aby żerować w śmietnikach i na wysypiskach.

## Charakterystyka

### Morfologia
| Podstawowe dane         | Podstawowe dane                  |
| ----------------------- | -------------------------------- |
| Długość ciała           | 90–200 cm                        |
| Wysokość w kłębie       | 55–110 cm                        |
| Długość ogona           | 15–40 cm                         |
| Masa ciała              | samce 54–320 kg samice 35–140 kg |
| Dojrzałość płciowa      | 8–20 miesięcy                    |
| Okres godowy            | od listopada do stycznia         |
| Ciąża                   | 108–120 dni                      |
| Liczba młodych w miocie | zwykle 3–4, maks. do 12          |
| Długość życia           | 27 lat                           |
| Liczba chromosomów      | 36–38                            |

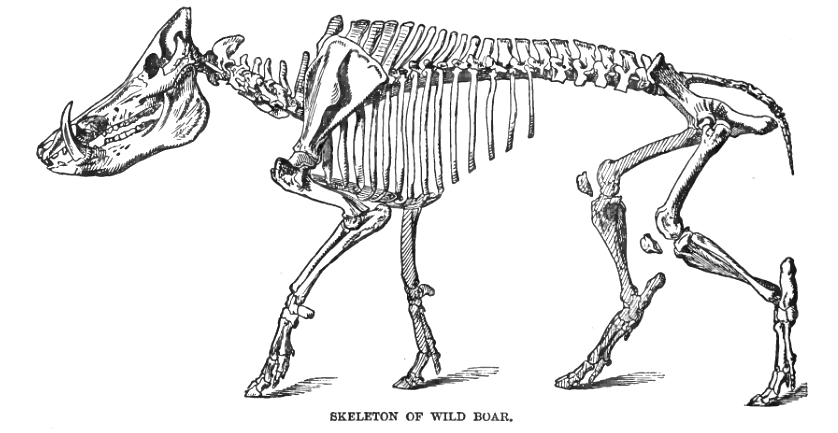
Szkielet

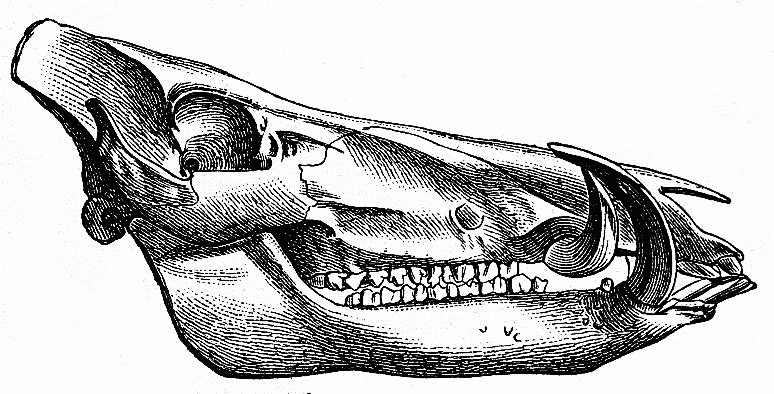
Czaszka

Duży ssak o krępej budowie, z silnie rozwiniętą przednią częścią ciała i wyraźnie niższym zadem. Przeciętnie osiąga 1,1–1,5 m, a największe osobniki do 2 m długości ciała bez ogona. Na krótkiej, grubej i muskularnej szyi osadzony jest klinowaty łeb o małej mózgowioczaszce i dużej trzewioczaszce. Oczodół otwarty – bez pierścienia kostnego występującego u większości parzystokopytnych. Część przedoczna wyciągnięta w długi ryj (gwizd). Przednią krawędź ryja tworzy chrzęstna płytka nosowo-wargowa, tzw. tarcza ryjowa, zwana przez myśliwych tabakierą. Tarcza ryjowa jest naga, silnie unerwiona i dobrze umięśniona, nawilżana wydzieliną gruczołów tarczy ryjowej.

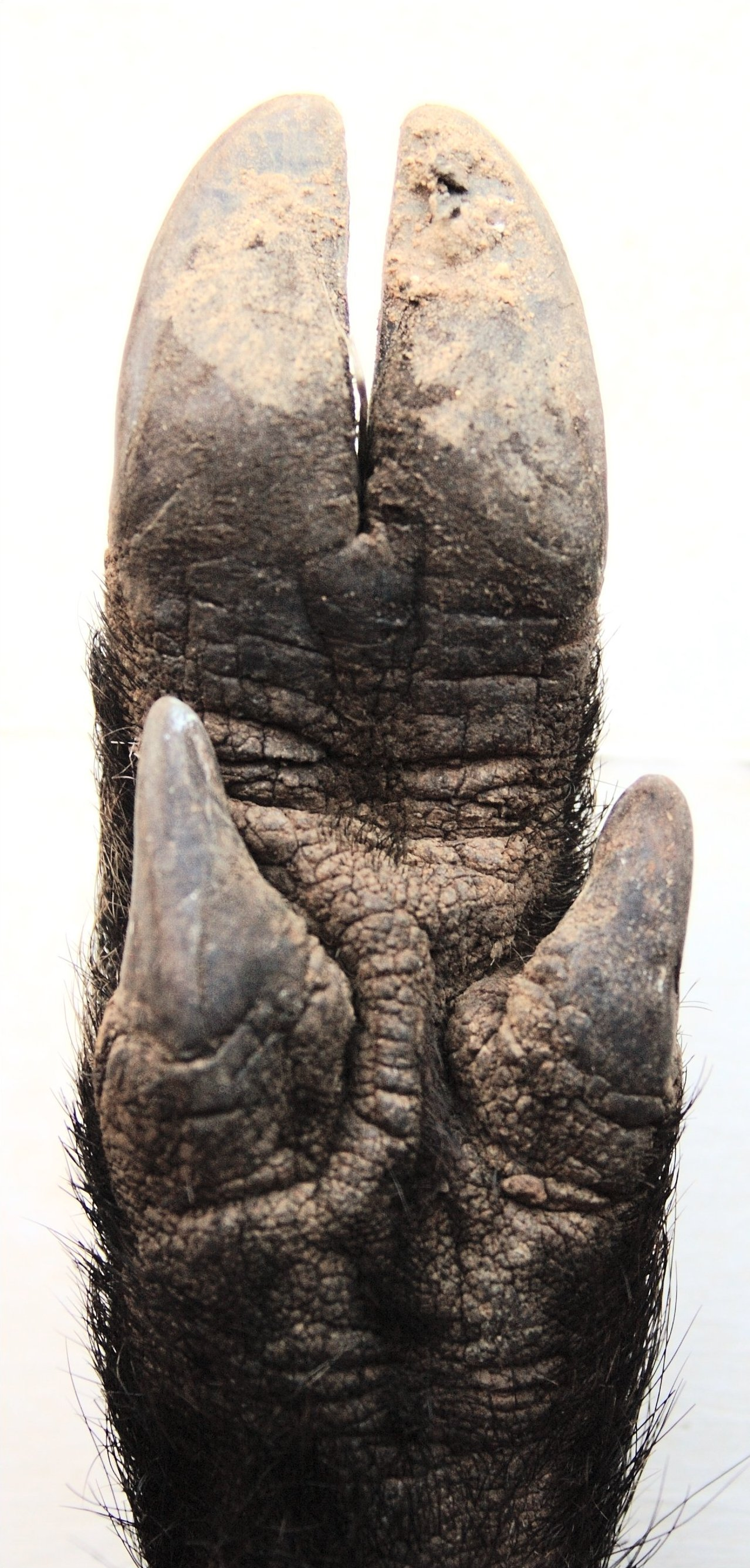
Racice i szpile

Wysoko osadzone, stojące uszy (słuchy) w kształcie trójkąta są silnie owłosione. Oczy dzika (świece) są małe, brunatne i wysoko położone. Silne, czteropalczaste nogi (biegi) średniej długości. Palce środkowe (III i IV) są większe i dłuższe, zakończone racicami, a palce zewnętrzne (II i V) mniejsze i krótsze, zakończone stosunkowo dużymi raciczkami (szpilami) o półksiężycowatym kształcie. Na twardym terenie raciczki nie dotykają podłoża, natomiast na miękkim pozostawiają charakterystyczny trop.
Na końcu stosunkowo długiego ogona znajduje się pęk długich włosów (chwost). Skóra dzika ma czarny kolor. Pokryta jest okrywą włosową złożoną z twardej, elastycznej szczeciny (pióra) oraz gęstych włosów wełnistych. Samice mają po 6 par sutków.
Ubarwienie dzika jest zmienne, latem ciemniejsze. Może przechodzić od niemal czarnego przez brązowoczerwone po płowe. Z powodu zwyczaju tarzania się w błocie jest zbliżone do barwy gleby występującej w rejonie życia osobnika. Niekiedy sierść na bokach jest tak pozlepiana żywicą, że tworzy pancerz zwany usmołem. Młode dzika, warchlaki, do 3–4 miesiąca życia mają wzdłuż tułowia czarne pasy (stąd nazwa pasiak).
Różnorodność ubarwienia dzików jest też spowodowana domieszką (introgresją) genów świni domowej. Dlatego spotykane są m.in. dziki łaciate. Uważa się, że związane jest to ze zmiennością genu receptora melanokortyny 1 (MC1R). Receptor ten występuje na powierzchni melanocytów. Stwierdzono na przykład, że w północno-środkowej Polsce aż 24% dzików ma allele tego genu pochodzące od świni (a 2% świń ma allele pochodzące od dzika).
U dzika i świni domowej zidentyfikowano kilka alleli genu MC1R. Najbardziej znane to:
| Allel genu MC1R | Determinowany fenotyp (kolor sierści)   | Pochodzenie   |
| --------------- | --------------------------------------- | ------------- |
| E+              | czerwonawo-brązowy (typ dziki)          | dzik          |
| ED1             | jednolicie czarny                       | świnia domowa |
| ED2             | jednolicie czarny                       | świnia domowa |
| EP              | czarne łaty na białym lub czerwonym tle | świnia domowa |
| e               | czerwony                                | świnia domowa |

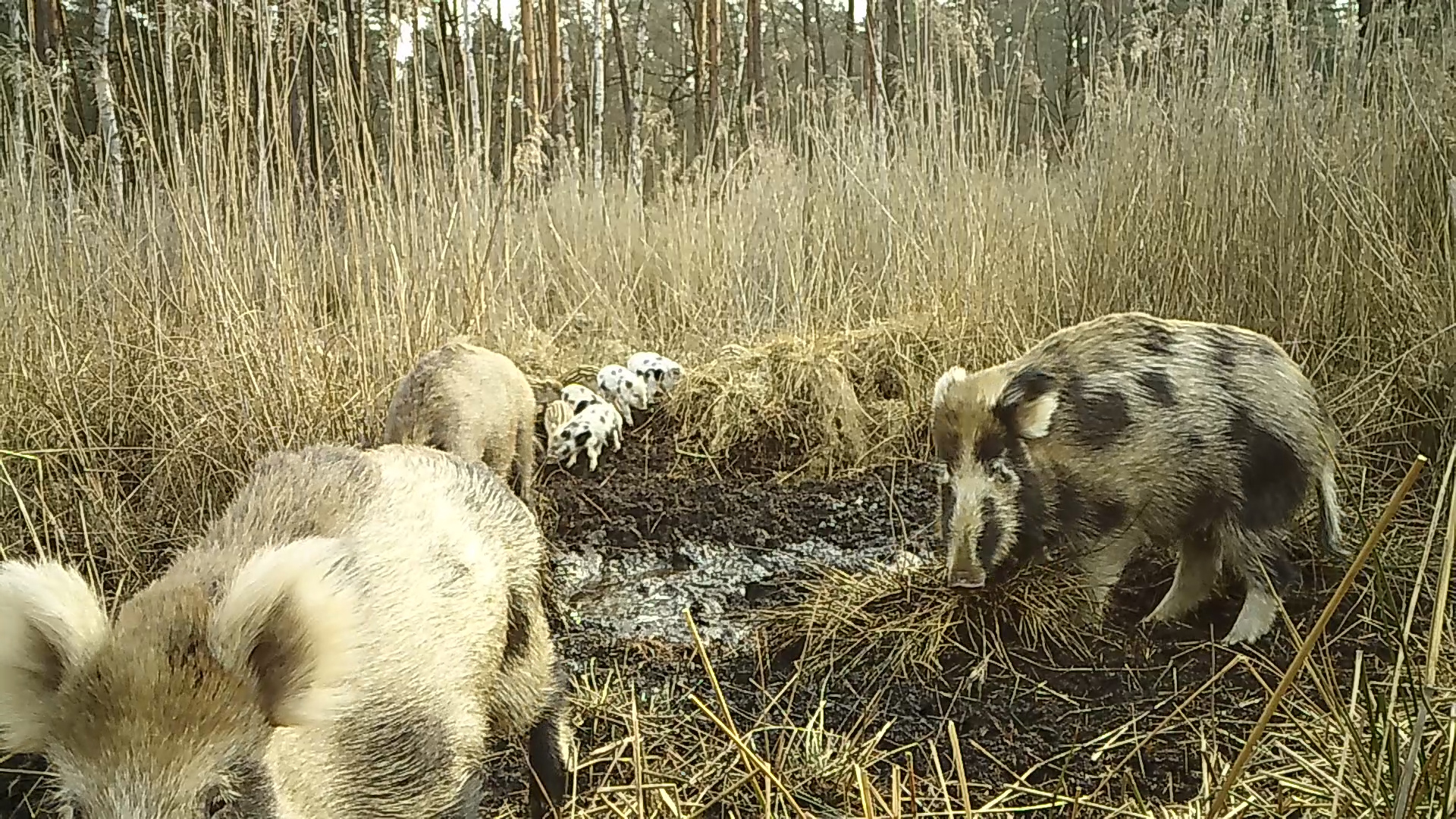
Łaciate dziki z warchlakami, Czarna Struga k/ Warszawy. Kadr z fotopułapki.

Allel ED1 jest dominujący całkowicie w stosunku do alleli EP i e, EP jest dominujący niezupełnie w stosunku do e. W cytowanych badaniach w Polsce stwierdzono 3 genotypy u dzika: E+/E+ (całkowicie dziki), E+/EPD2 i EPD2/EPD2. Symbolem EPD2 oznaczono ogólnie allele EP i ED2, ponieważ autorzy nie byli w stanie ich odróżnić. Warianty tego genu są też związane z rudym kolorem włosów i jasną cerą u człowieka.
U tego gatunku jest wyraźnie zaznaczony dymorfizm płciowy. Samiec jest znacznie większy od samicy, a w starszym wieku bardzo rozrastają mu się kły górne. Dolne kły, zwane szablami, krzyżują się z kłami górnymi i tworzą bardzo groźny oręż tego zwierzęcia. Sus scrofa ma największą spośród lądowych ssaków łożyskowych liczbę zębów. W uzębieniu występują wszystkie kategorie zębów, zarówno w łuku górnym, jak i dolnym. Zęby boczne są typu bunodontycznego.

### Zmysły
Najczulszym zmysłem dzików jest węch. Mają także bardzo dobrze rozwinięte zmysły dotyku, smaku i słuchu. Wzrok tych zwierząt jest prawdopodobnie dobry, chociaż przez rozłożenie oczu po bokach głowy nie widzą dobrze tego, co dzieje się z przodu ciała.

## Ekologia i zachowanie

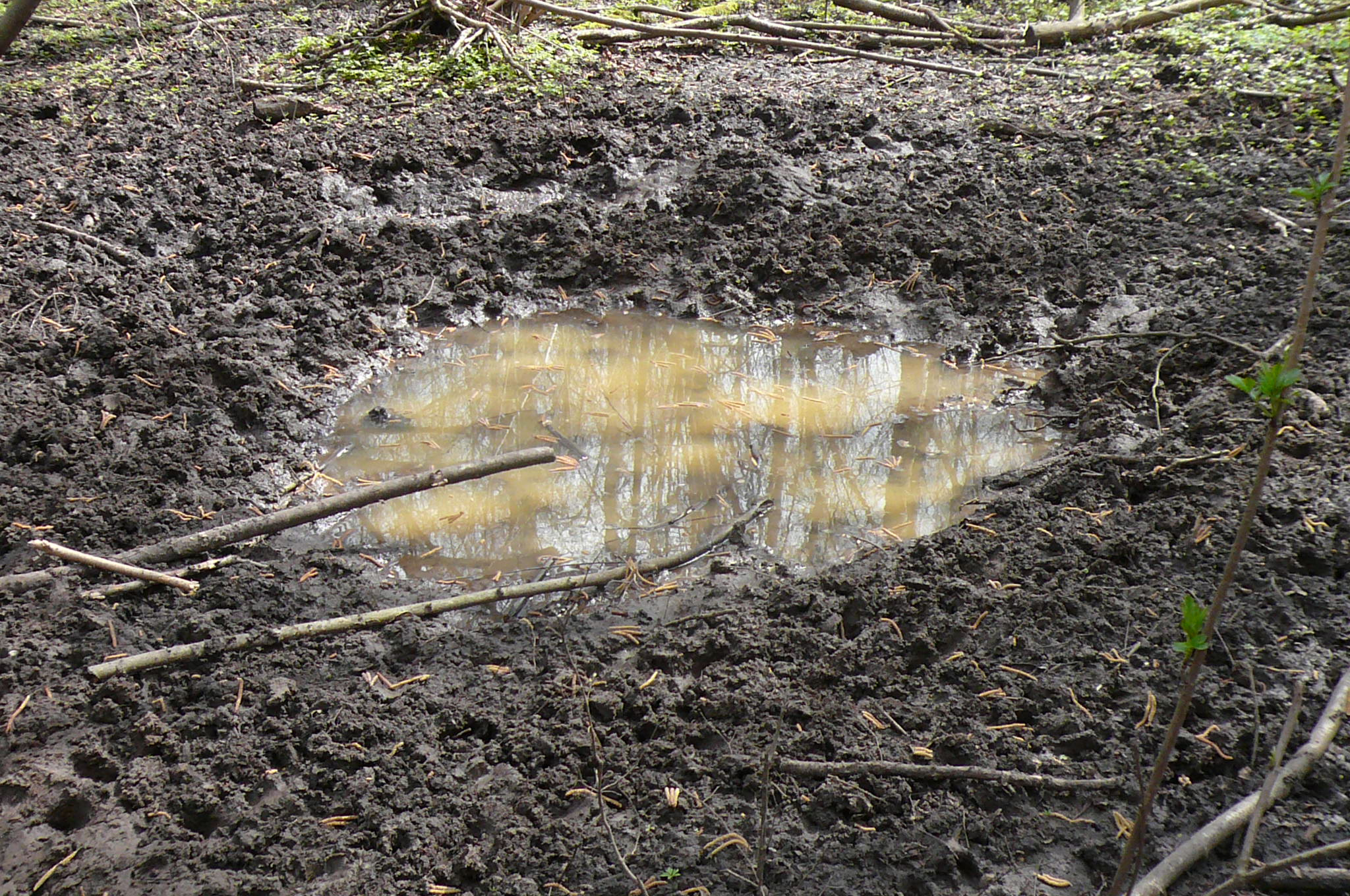
Babrzysko (kąpielisko) dzików w Lesie Bemowskim

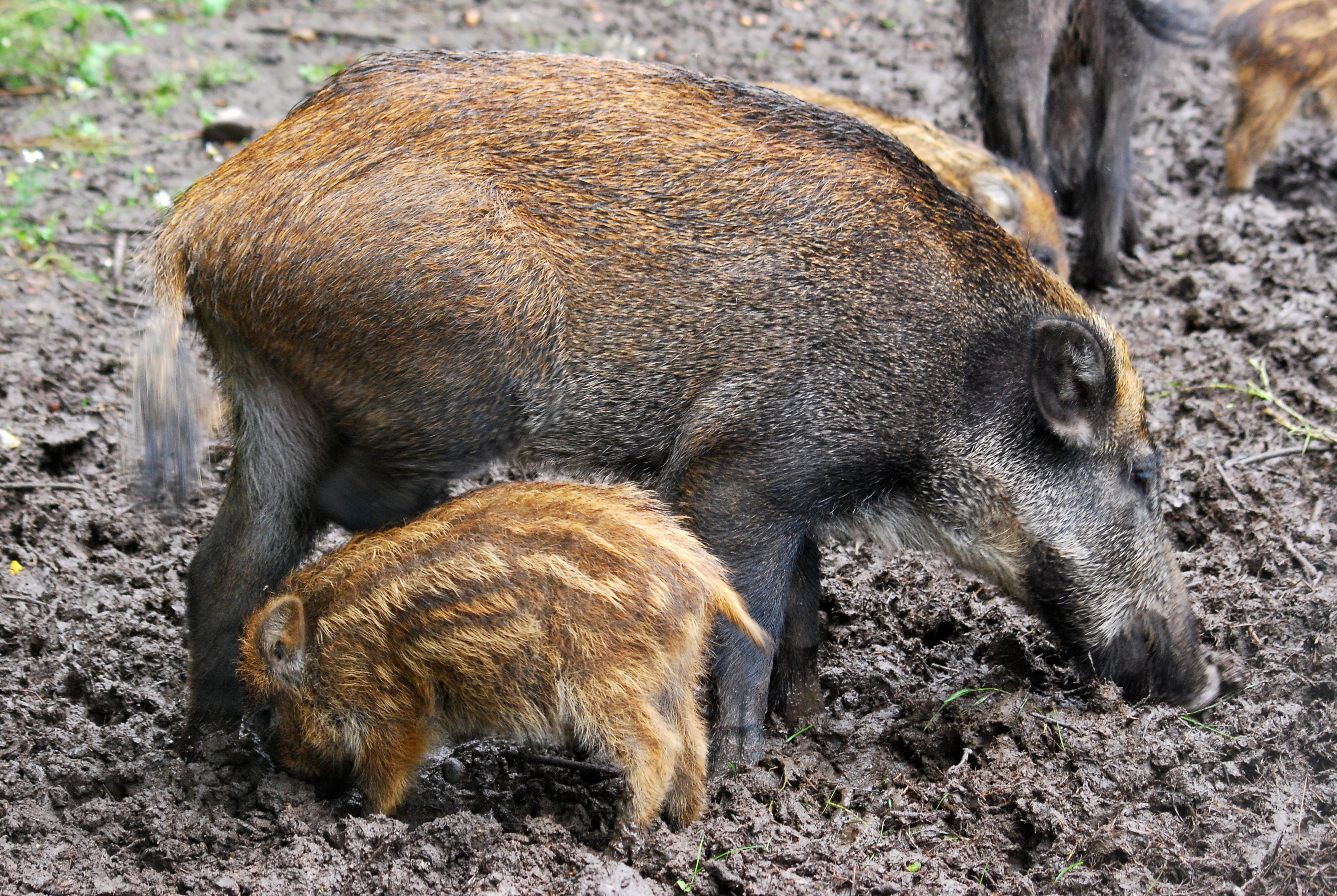
Dziki w błotnistym środowisku

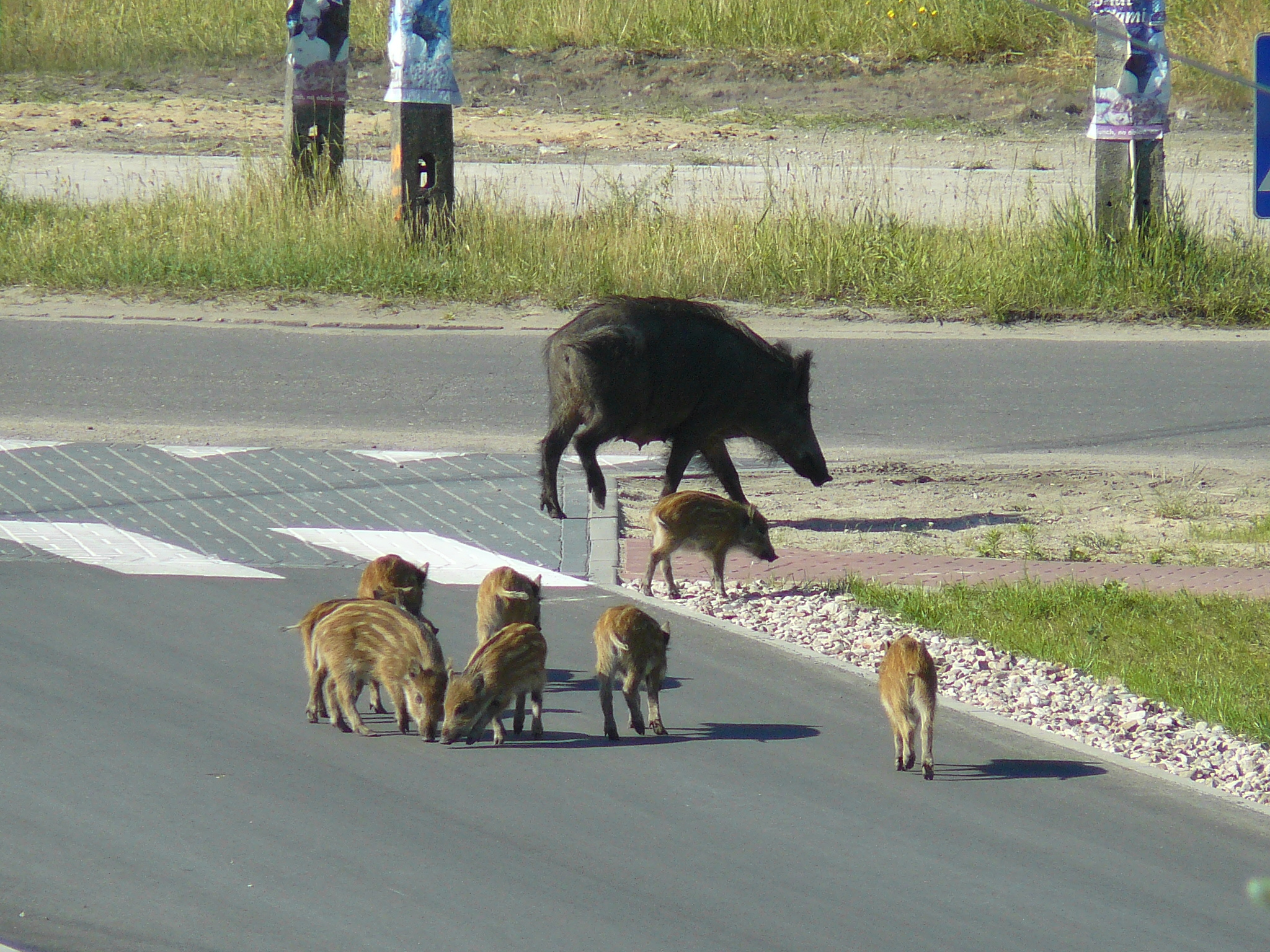
Dziki w środowisku miejskim

Zwierzę stadne, żyjące w grupach rodzinnych nazywanych watahami. W skład gromady wchodzi od kilku do dwudziestu osobników obu płci: stara samica – przewodniczka – oraz inne samice z warchlakami (młode od dnia urodzenia do mniej więcej dnia 31 marca roku następnego). Pozostałe osobniki są słabiej związane ze stadem. Samce rzadko wiążą się z grupą, zwykle bytują samotnie. Watahy przebywające na wspólnych żerowiskach tworzą zgrupowanie liczące do 100 osobników.
Dziki w ciągu dnia odpoczywają w barłogach lub tarzają się w błocie. Wieczorem osobniki wyruszają na żer i pod osłoną nocy wychodzą z lasu na pola. Mogą być szkodnikami upraw.
Biegają kłusem, galopem lub skokami. W galop zrywają się rzadko i potrafią nim przebiec tylko kilkaset metrów. Dobrze pływają, dlatego występują na jeziornych i rzecznych wyspach.
Dziki czyszczą skórę z pasożytów ocierając się (czochrając się) o pnie drzew.
Dzik jest agresywnym zwierzęciem i w niektórych sytuacjach odważnie szarżuje na wroga. Lochy z potomstwem są szczególnie niebezpieczne.

### Pożywienie

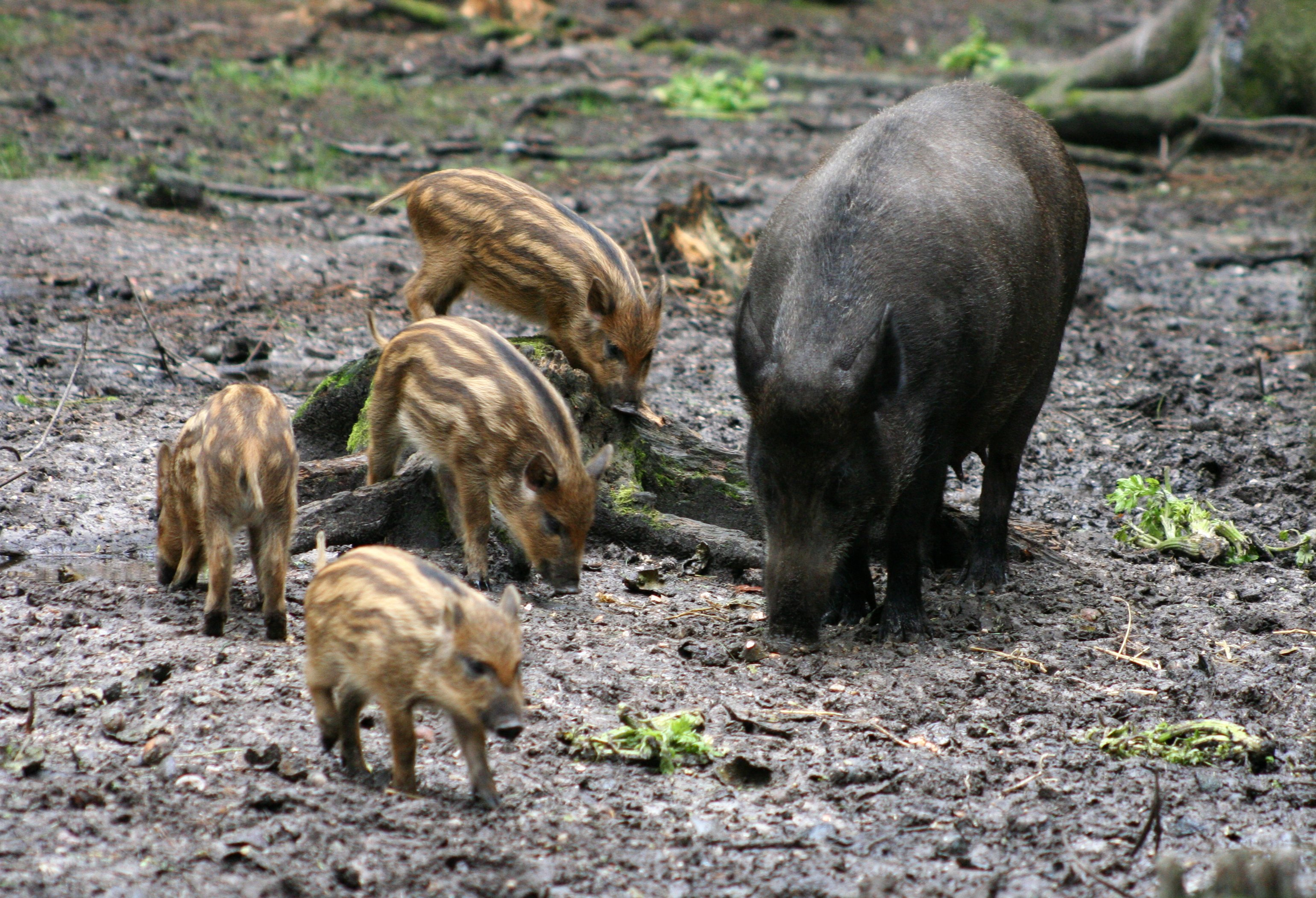
Samica z młodymi

Dzik jest typowym wszystkożercą. Żywi się m.in. żołędziami, orzeszkami buczynowymi. Ryjąc w uprawach rolnych, potrafi czynić wielkie szkody, zwłaszcza w uprawach roślin bulwiastych.
W runie znajduje dżdżownice, owady, gryzonie, których nory odnajduje węchem, kłącza roślin, grzyby. Zjada nawet padlinę. W czasie rojenia azjatyckiej formy szarańczy wędrownej (Locusta migratoria) dziki zbierają nimfy w okresie lipca, w późniejszym czasie (wrzesień) w watahach dziki podążają za migrującymi prostoskrzydłymi; w żołądkach tych świniowatych odnaleziono do 1,5 kg tych owadów. Nad brzegami zbiorników wodnych poszukują mięczaków, atakują uwięzione piżmaki amerykańskie, wykopują z nor larwy chrząszczy i myszy, w delcie Wołgi dziki zjadają duże ilości ryb, także podloty czaplowatych (Ardeidae) oraz kormoranów (Phalacrocoracidae). Świniowate te schodzą na niższe poziomy wzniesień nawet jesienią, kiedy to orzechy i owoce są powszechne. 
Zdobywa pokarm głównie przekopując ziemię swym wrażliwym, wydłużonym ryjem (gwizdem).

### Rozród
Okres godowy, zwany u dzików huczką, w strefie klimatu umiarkowanego trwa zimą – od listopada do stycznia. W cieplejszych regionach gody mogą się odbywać o każdej porze roku. Odyńce często staczają pomiędzy sobą walki o dostęp do samic.
Faza estrus u samicy trwa 21 dni. Przez 3 kolejne dni locha jest zdolna do zapłodnienia. Po 16–20 tygodniowej ciąży samica może wydać na świat nawet 12 młodych w jednym miocie. Zwykle rodzi 4–8, przy czym liczebność młodych w miocie rośnie z wiekiem samicy. Przed porodem locha układa sobie z roślin, ukryte w bezpiecznym miejscu, legowisko, zwane barłogiem.

Młode dziki rodzą się z otwartymi oczami i przez pewien czas pozostają w barłogu ogrzewając się wzajemnie ciałami. Młode są bardzo nieodporne na niskie temperatury i jak na parzystokopytne mocno uzależnione od troskliwej opieki matki. W ciągu pierwszych dni walczą o miejsce przy sutkach, ale później ustala się już hierarchia karmienia. Po kilkunastu dniach ruszają za matką i rozpoczynają samodzielne żerowanie. Okres laktacji trwa przez 3 miesiące. Po 10 miesiącach wyglądają już jak osobniki dojrzałe. Dziki w niewoli dożywają ponad 20 lat.

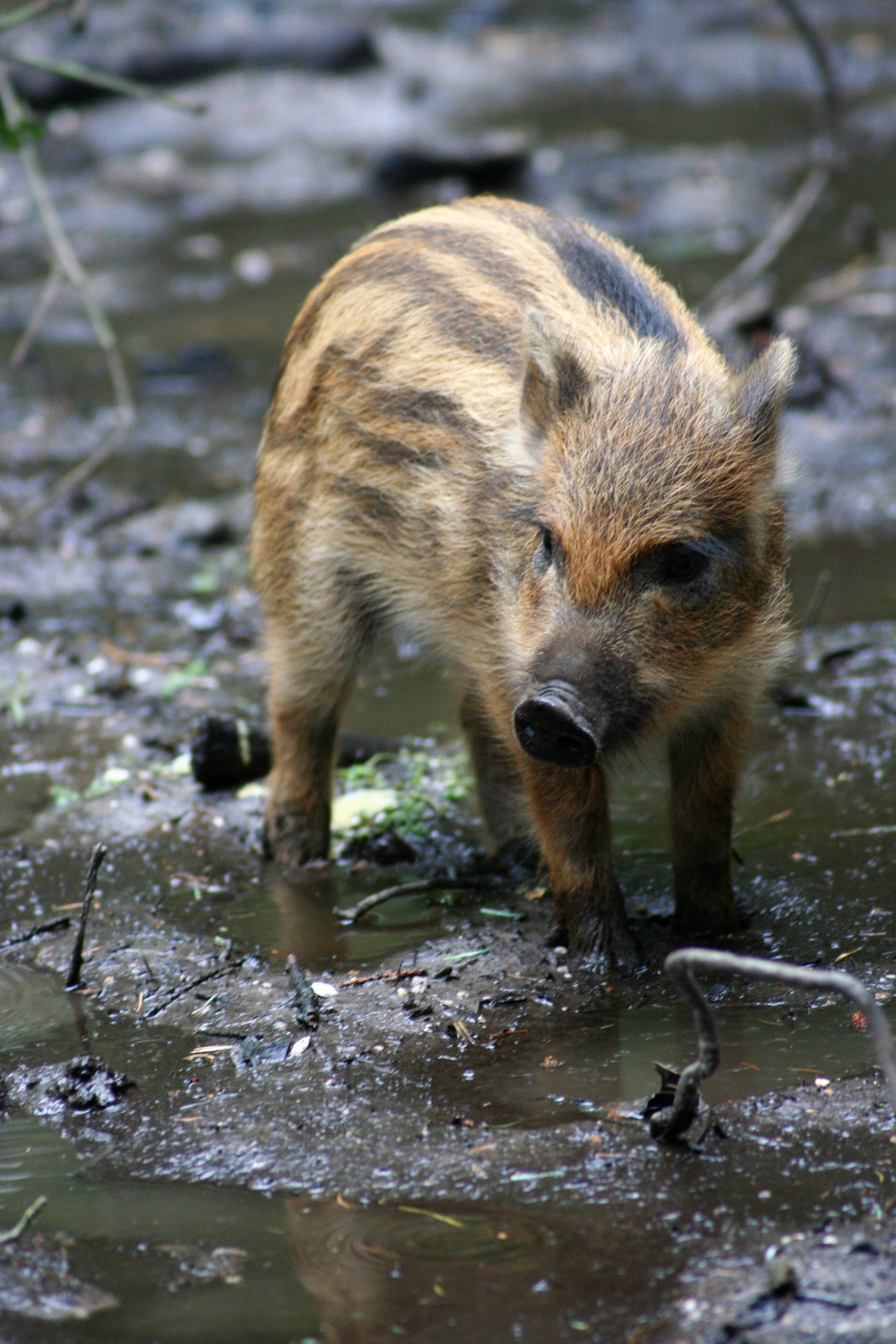
Młody dzik

## Podgatunki i mieszańce
Dotychczas wyróżniono kilkadziesiąt podgatunków dzika. Poniżej przedstawiono najczęściej akceptowane przez badaczy, w nawiasach podano orientacyjny zasięg występowania danego podgatunku:
- Sus scrofa scrofa – dzik europejski (Europa)
- Sus scrofa algira – dzik berberyjski (zachodnia Afryka)
- Sus scrofa attila – dzik huński (południowo-wschodnia Europa po Kaukaz)
- Sus scrofa cristatus – dzik indyjski (Indie i Indochiny)
- Sus scrofa davidi – dzik grzywiasty (Azja Południowa)
- Sus scrofa leucomystax – dzik japoński (Chiny)
- Sus scrofa libycus – dzik libijski (Turcja, Palestyna, Uzbekistan i Kazachstan)
- Sus scrofa majori – dzik włoski (Włochy)
- Sus scrofa meridionalis – dzik sardyński (Andaluzja, Sardynia i Korsyka)
- Sus scrofa moupinensis – dzik chiński (południowo-wschodnia Azja)
- Sus scrofa nigripes – dzik centralnoazjatycki (Azja Środkowa)
- Sus scrofa riukiuanus – dzik rukiuański (Wyspy Nansei)
- Sus scrofa sibiricus – dzik syberyjski (Syberia, Mongolia)
- Sus scrofa taivanus – dzik tajwański (Tajwan)
- Sus scrofa ussuricus – dzik mandżurski (Mandżuria)
- Sus scrofa vittatus – świnia paskowana (Indonezja)

Niektórzy autorzy proponują uznać tylko cztery z wymienionych podgatunków:
- Sus scrofa scrofa (Europa, Afryka Północna i zachodnia Azja)
- Sus scrofa cristatus (od Azji Mniejszej do Indii)
- Sus scrofa ussuricus (północna Azja i Japonia)
- Sus scrofa vittatus (Indonezja i część Azji Południowo-Wschodniej)

Wśród podgatunków dzika często jest wymieniana pod nazwą Sus scrofa domestica lub Sus domestica – świnia domowa. Świnia domowa jest udomowioną formą dzika, a nie jego podgatunkiem. Jej naukowa nazwa to Sus scrofa f. domestica, gdzie „f.” jest skrótem od słowa „forma”.
Sus scrofa może krzyżować się ze świnią brodatą (Sus barbatus) i świnią celebeską (Sus celebensis). Hybrydy dzika i świni domowej nazywane świniodzikami dają płodne potomstwo.

## Znaczenie

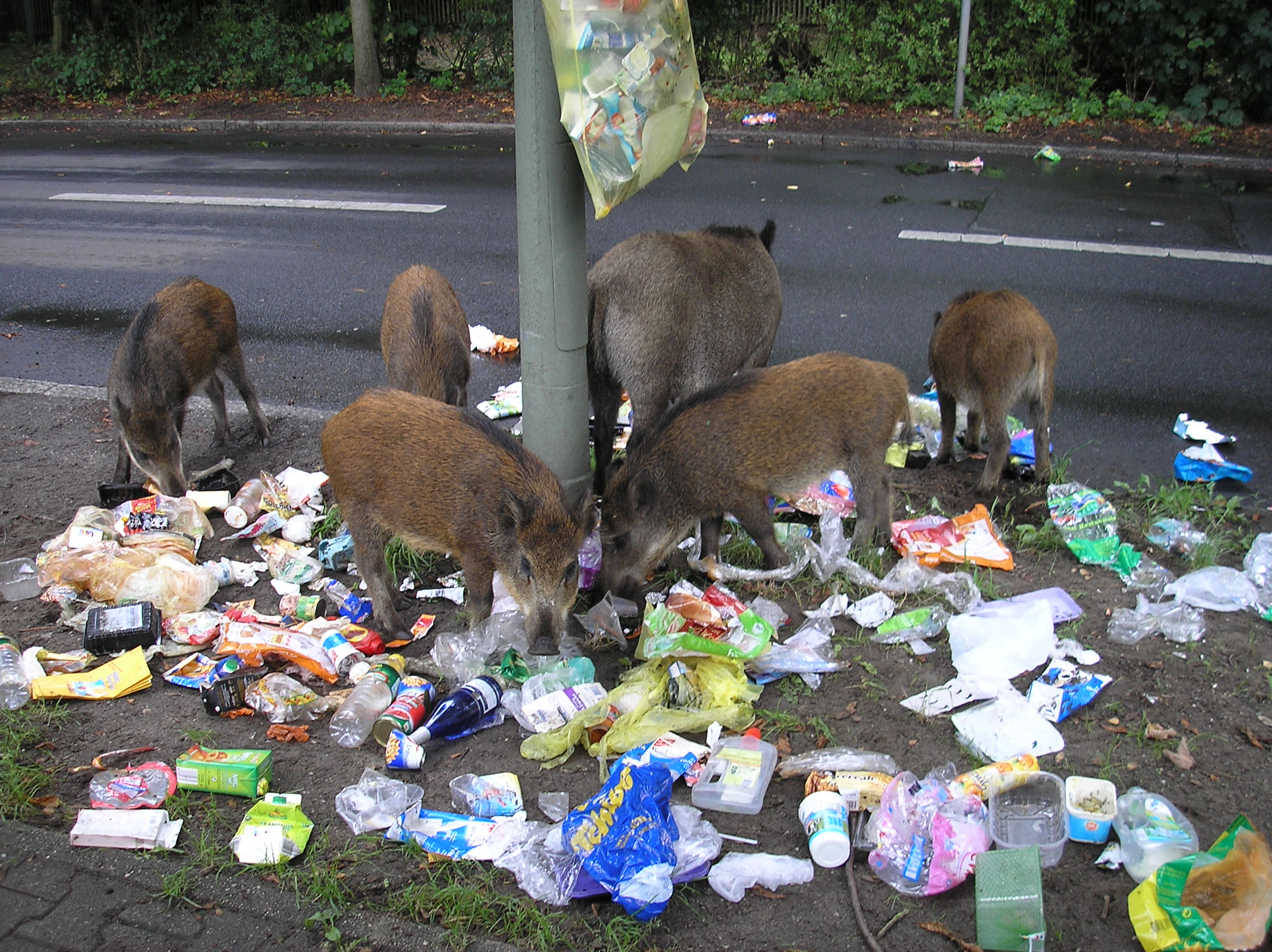
Dziki poszukujące pokarmu wśród rozrzuconych przez nie śmieci na skraju Berlina

### Rola w ekosystemie

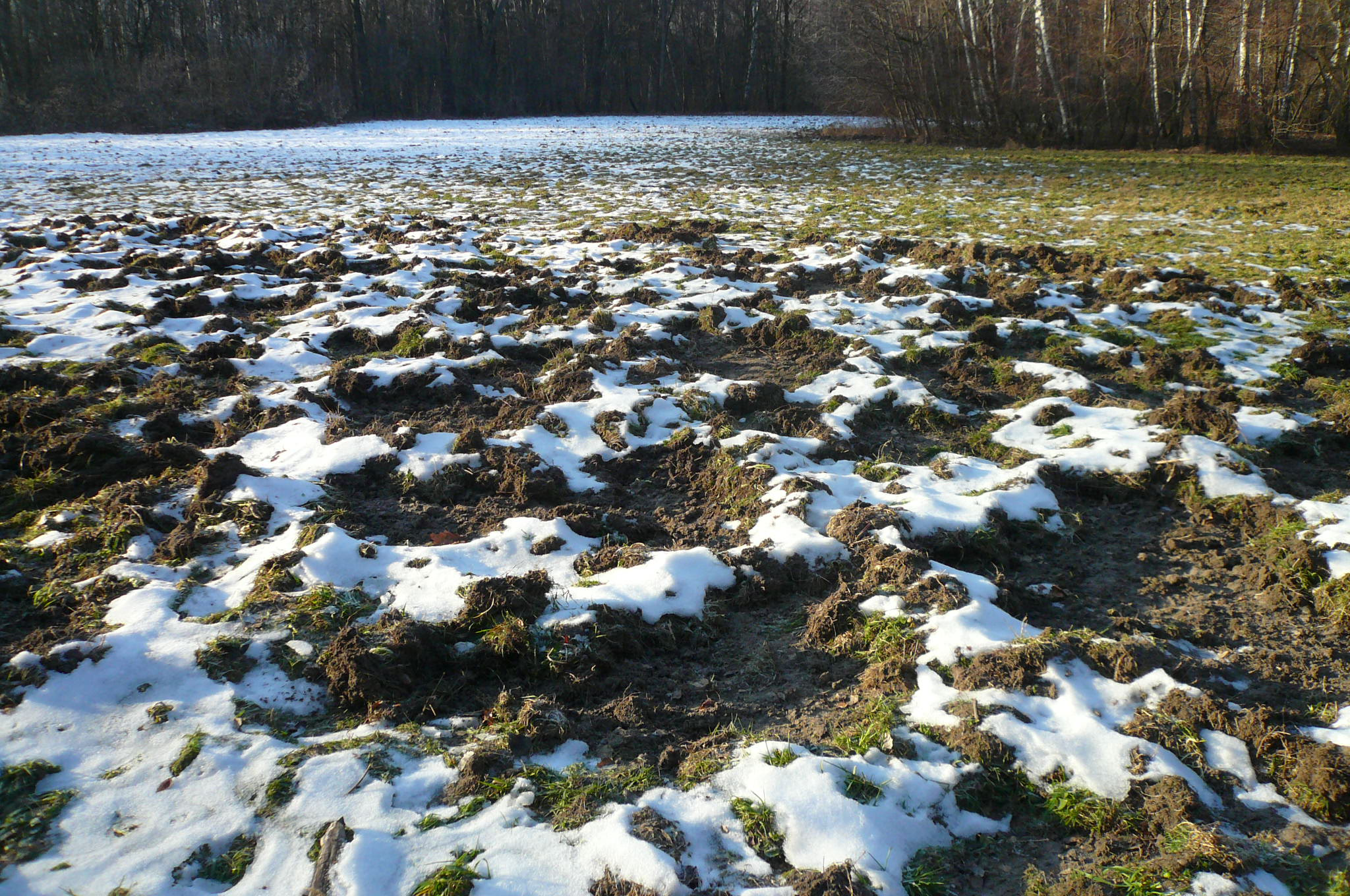
Trawnik zryty przez dziki. Las Bemowski

Dziki odgrywają istotną rolę w ekosystemach leśnych i polnych. W poszukiwaniu pokarmu zdzierają wierzchnie warstwy gleby, spulchniając ją i mieszając ze ściółką. Dziki zjadają padlinę, gryzonie oraz larwy i poczwarki owadów, w tym wielu szkodników lasu, przez co przyczyniają się do przywrócenia równowagi ekologicznej między światem owadów a drzewostanem. Zjadają również chore ssaki i ptaki, ograniczając w ten sposób przenoszenie chorób. Młode dziki stanowią pokarm wielu drapieżników.

### Znaczenie gospodarcze
Z gospodarczego punktu widzenia dziki wyrządzają sporo szkód w przyleśnych uprawach rolnych oraz łąkach. W Polsce wyrządzają szkody zwłaszcza w uprawach roślin okopowych (ziemniak, burak, rzepa i marchew), zbożowych i bobowatych. W lasach niszczą mrowiska.
Dziki są zwierzętami łownymi zaliczanymi do zwierzyny grubej – czyli takiej, do której strzela się kulą, a nie śrutem – i tzw. zwierzyny czarnej. Poławiane przez człowieka głównie dla mięsa. Przed wynalezieniem materiałów syntetycznych ze skóry dzików wykorzystywano szczecinę. Wyprawiona skóra oraz kły dzików – w gwarze myśliwskiej nazywane orężem – stanowią cenione trofea łowieckie. Kępki włosów pobierane z grzbietu dzika są wykorzystywane przez myśliwych jako element dekoracyjny do kapelusza.

### Udomowienie

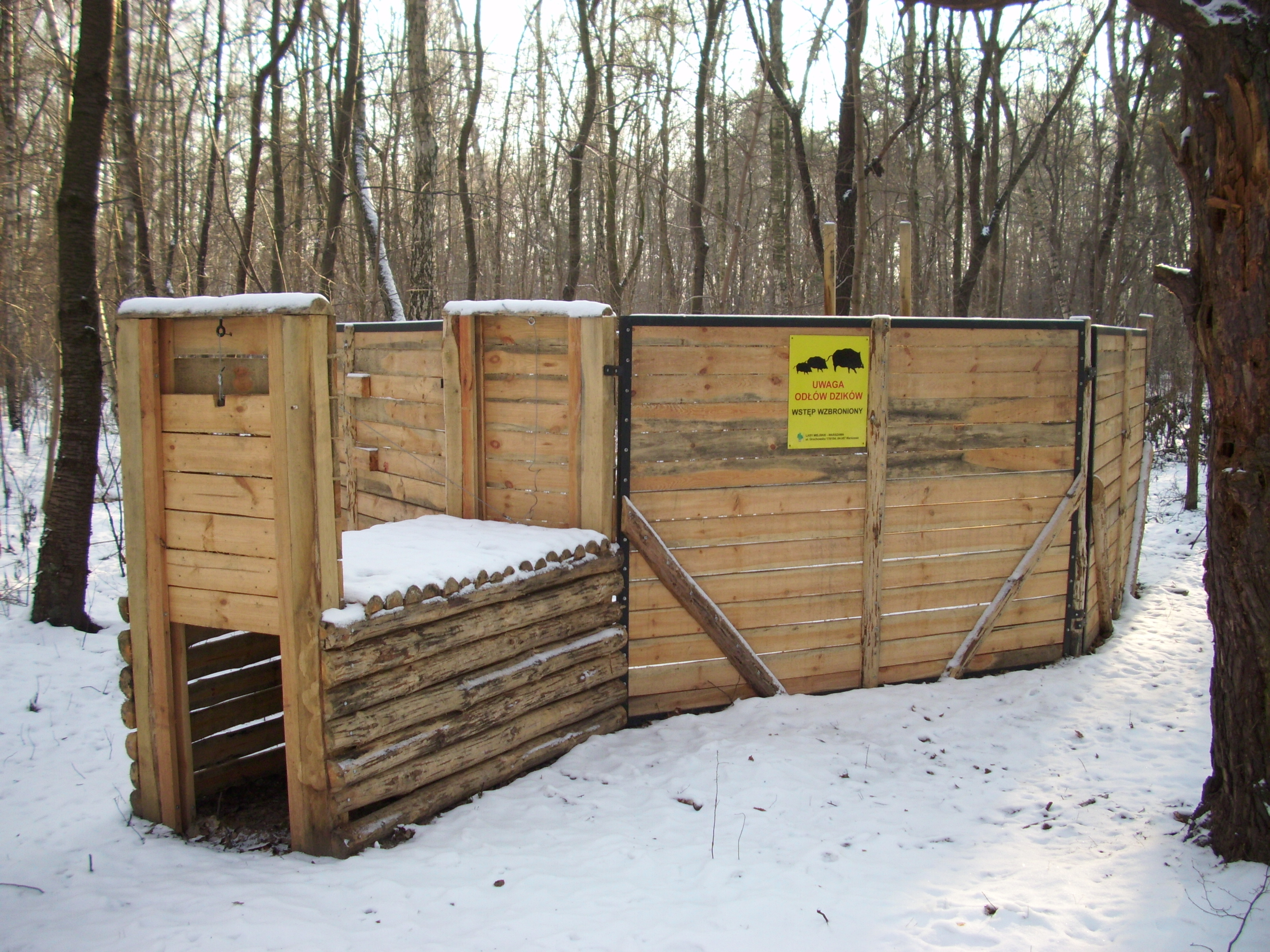
Odłownia na dziki w Lesie Bemowskim, służąca do przesiedlania nadmiaru populacji

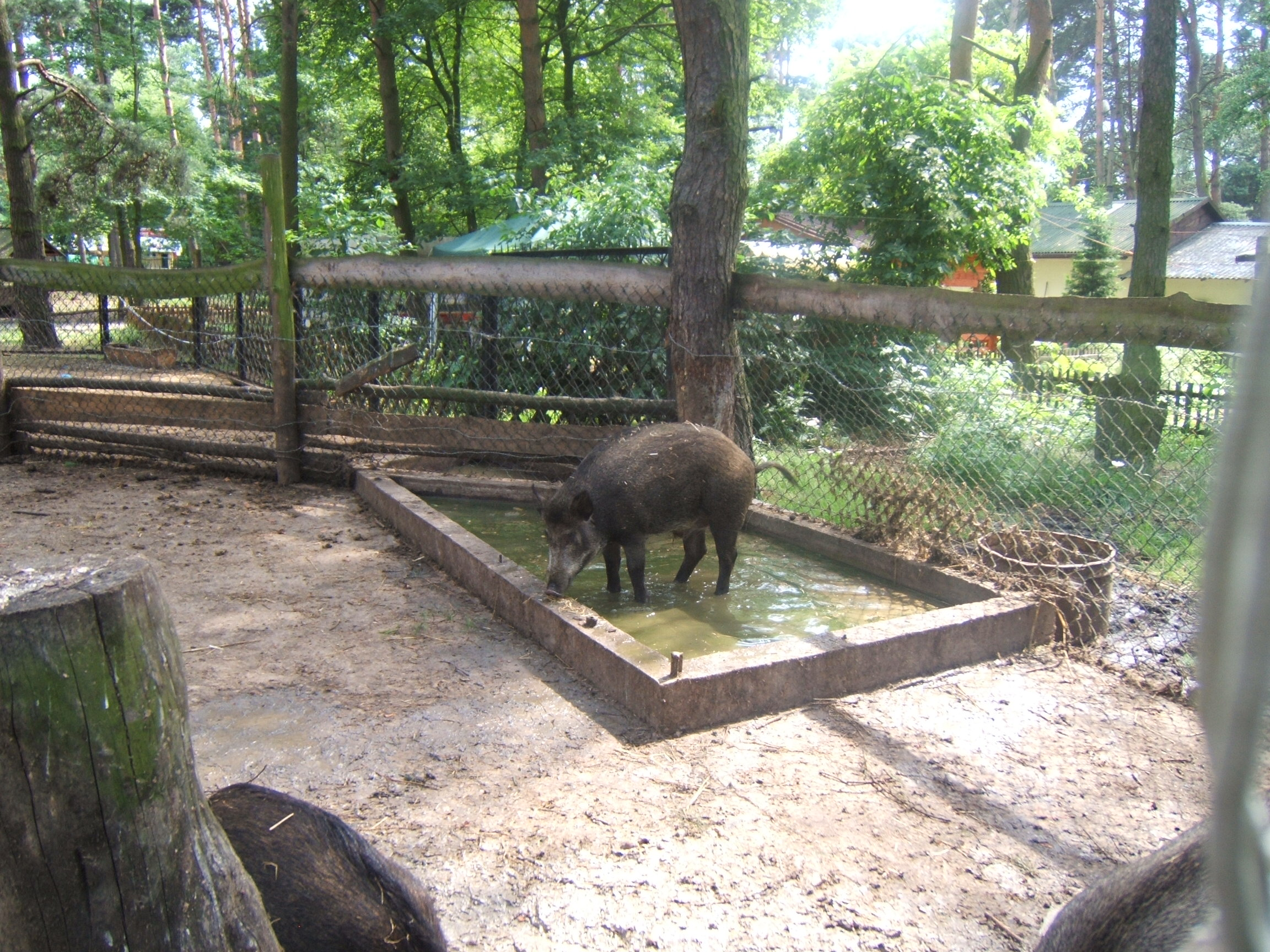
Dzik z hodowli w Białobrzegach

Udomowioną formą dzika jest świnia domowa (Sus scrofa f. domestica) opisywana często pod nazwą Sus domestica, choć nie jest odrębnym gatunkiem.
Dokładny czas i miejsce udomowienia dzika nie są znane. Przypuszczalnie, ok. 11 tys. lat temu (9 tys. lat p.n.e.) niezależnie od siebie zostały udomowione dwa jego podgatunki: europejski i azjatycki. Już Karol Darwin wyróżnił wśród udomowionych świń dwie podstawowe formy, które traktował jako odrębne gatunki i opisał pod nazwą Sus scrofa dla formy europejskiej i Sus indicus dla azjatyckiej. Badania genetyczne sugerują, że udomowienie miało miejsce w Chinach i na Bliskim Wschodzie, skąd świnie trafiły do Europy. Odkrycia na stanowiskach archeologicznych w Turcji wskazują na nasilenie relacji pomiędzy ludźmi a dzikami w drugiej połowie IX tysiąclecia p.n.e. Istnieje przypuszczenie, że w Europie rozwinęły się dwie linie rozwojowe świń, co może oznaczać, że poza Chinami istniały inne ośrodki domestykacji. Badacze próbują ustalić, czy udomowione świnie pojawiły się w jednym miejscu na świecie i zostały szeroko rozprzestrzenione, czy też – na co wskazują wyniki dotychczasowych badań – wraz z rozwojem cywilizacji rozprzestrzeniła się „technologia” udomowienia dziko żyjących świniowatych i wiedza ta została wykorzystana w wielu regionach Europy i Azji.

### Chów dzików
Walory mięsa z dzika oraz łatwość jego utrzymania na terenie zamkniętym skłaniają ludzi do prowadzenia chowu dzików niezależnie od chowu wielu ras świni domowej. W Polsce do prowadzenia chowu dzików wymagana jest zgoda ministra właściwego do spraw środowiska.

## Zagrożenia i ochrona

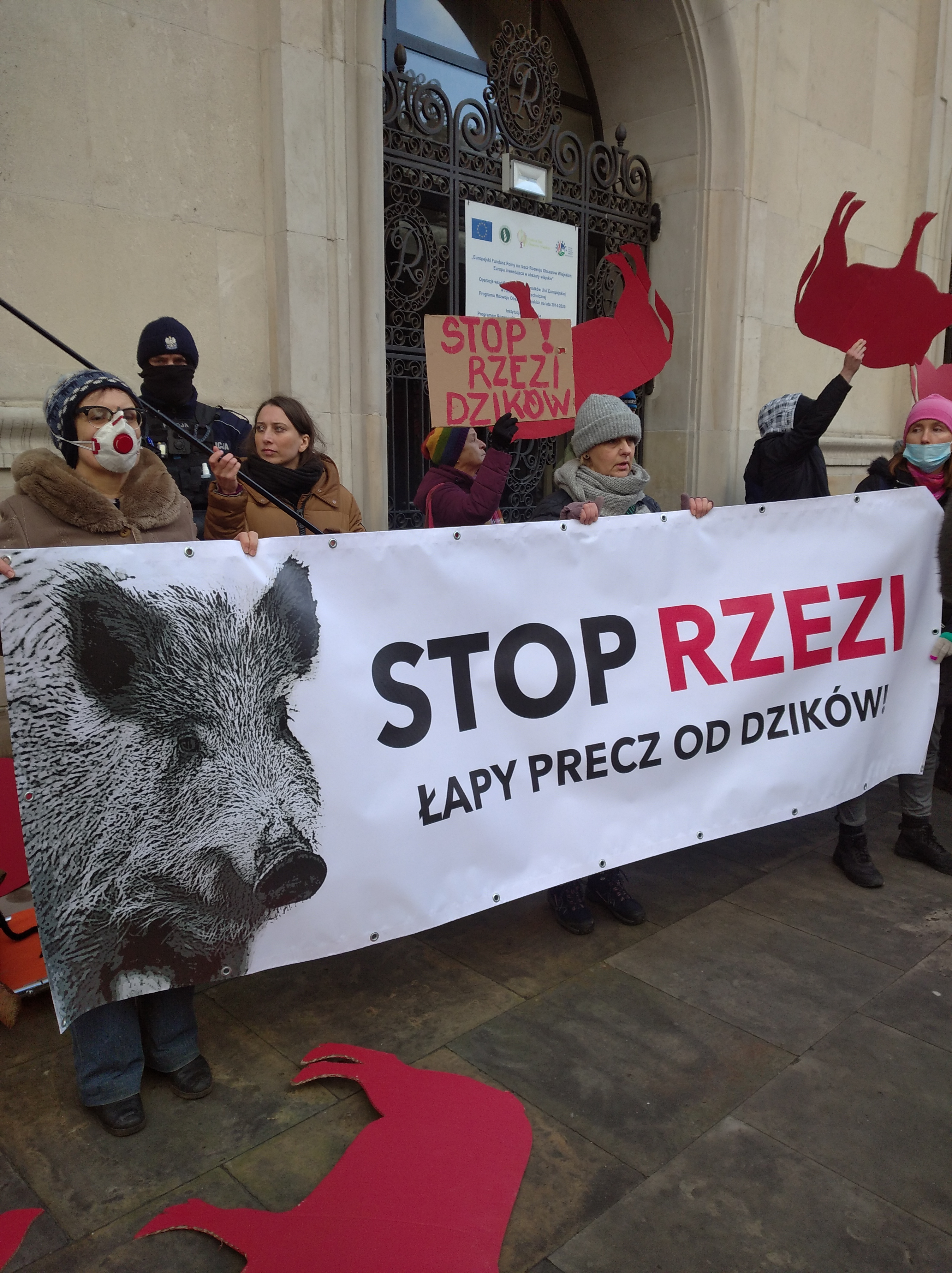
Demonstracja pod hasłem "Stop rzezi dzików" przed Ministerstwem Rolnictwa w dniu 15 stycznia 2022.

W Czerwonej księdze gatunków zagrożonych Międzynarodowej Unii Ochrony Przyrody i Jej Zasobów Sus scrofa został zaliczony do kategorii LC (least concern – niskiego ryzyka), a występujący na japońskich Wyspach Nansei (Riukiu) podgatunek S. s. riukiuanus w kategorii VU (vulnerable – narażony na wyginięcie).
Na dziki poluje wiele drapieżników, m.in. wilki, niedźwiedzie, duże koty, krokodyle, węże, jednak największym zagrożeniem pozostaje człowiek. Większość spośród zwierząt polujących na dziki atakuje tylko warchlaki, ponieważ dorosły dzik jest bardzo niebezpiecznym zwierzęciem. Wpływ drapieżników innych niż człowiek na populację dzika jest pomijalny.
W polskim prawie łowieckim dzik nie jest objęty ochroną sezonową. Od 3 sierpnia 2017 Minister Środowiska zniósł całkowicie okres ochronny (również na lochy) umożliwiając polowania na dziki (wszystkie) przez cały rok, wywołując oburzenie myśliwych i grup broniących praw zwierząt. Polowania zbiorowe na dziki można prowadzić w terminie od 1 października do 15 stycznia (rozporządzenie Ministra Środowiska).
Liczebność polskiej populacji dzika szacowana była w roku 2018 na 87,9 tys. osobników, a w roku 2019 na 71,8 tys. osobników. Stanowi to znaczący spadek względem lat wcześniejszych - średnia wielkość populacji w latach 2009–2017 wynosiła bowiem 232,5 tys. dzików.
Polskie Ministerstwo Środowiska zaplanowało na pierwsze dwa miesiące 2019 roku akcję depopulacji dzików z powodu epidemii afrykańskiego pomoru świń. Polska Akademia Nauk gruntownie skrytykowała to ostateczne rozwiązanie. Z przyrodniczego punktu widzenia, wytępienie dzików nie jest w stanie zatrzymać rozprzestrzeniania ASF wśród trzody chlewnej. Co więcej, wskutek zaburzenia równowagi ekosystemu doprowadzi pośrednio do gwałtownego wzrostu zachorowań wśród ludzi na ciężkie choroby przenoszone przez drobne zwierzęta leśne – mogą to być, między innymi: borelioza, kleszczowe zapalenie mózgu, wścieklizna, gorączka krwotoczna HFRS. List protestacyjny do premiera Mateusza Morawieckiego do dziesiątego stycznia 2019 został podpisany przez ponad 800 uczonych.
Ze względu na ryzyko zarażenia ciężką chorobą pasożytniczą, jaką jest włośnica, mięso z dzika należy przed spożyciem poddawać badaniu weterynaryjnemu.
Dziki są podatne na zakażenie wirusem ASF. Są nosicielami herpeswirusa świń, wywołującego u nich chorobę Aujeszkyego.

## Dzik w kulturze

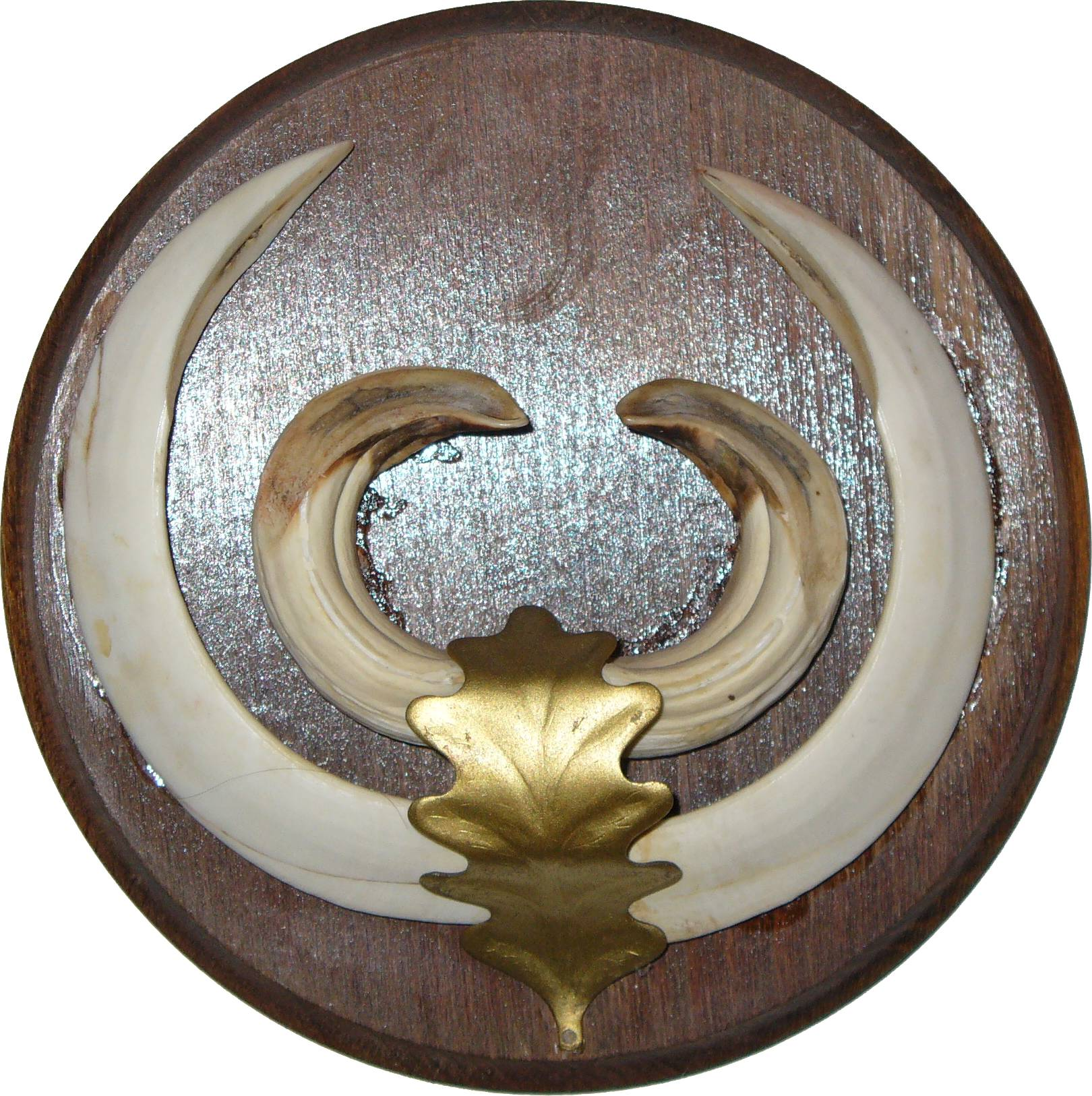
Trofeum myśliwskie – oręż dzika, czyli fajki i szable

### Religia
Dzik był obecny w większości mitologii powstałych na terenie jego występowania. W Babilonii był przedstawiony jako posłaniec bogów, a jego mięso było objęte w określonych dniach zakazem spożywania. U ludów celtyckich zwierzę to symbolizowało druidów, szanowano je za to, że żywiło się żołędziami świętego dębu i stworzonymi przez pioruny truflami. Jego mitologicznym przeciwnikiem był niedźwiedź. Z powodu odstającej szczeciny przypominającej promienie, dzik był kojarzony ze Słońcem i towarzyszącymi mu bóstwami (np. Apollem), ale i z mrokiem, zimą (Set).
W mitologii skandynawskiej bóg płodności Freyr związany był z dzikiem. Posiadał on przedstawiciela tego gatunku, odyńca stworzonego ze złota przez karły, zwanego Gullinbursti. W Walhalli bohaterowie skandynawscy jedli mięso dzika Sahrimnira, by posiąść jego siłę.
W mitologii greckiej, poza Apollem, dzik symbolizuje Aresa, Artemidę, Hermesa, Posejdona. Zabicie dzika erymantejskiego było jedną z prac Heraklesa, greccy herosi polowali także na dzika kalidońskiego. Dziki były też uosabiane z uczciwością. W Iliadzie Agamemnon przysięga nad ciałem ofiarowanego bogom dzika.
Dzik w wielu mitologiach był też przyczyną śmierci bóstw i bohaterów, m.in. Ozyrysa, Adonisa, Zeusa kreteńskiego, Ankajosa, Diarmuida.
W hinduizmie w dzika wciela się Wisznu.
U Słowian połabskich istniał mit o olbrzymim, straszliwym odyńcu, jego tarzanie się w kałuży zwiastowało wojnę.
Totemiczną rolę dzika podkreśla duża liczba jego wotywnych brązowych przedstawień z różnych części Europy.
Dzik występuje także w legendzie o powstaniu Kielc. Według tej legendy Kielce swą nazwę wywodzą od dorodnych kłów jakiegoś wielkiego stworzenia – najprawdopodobniej dzika. W sercu Kielc na pamiątkę tego wydarzenia znajduje się pomnik dzika o wdzięcznej nazwie „Kiełek”.
Dzik w czasach antyku posiadał cechy walecznego wojownika, jak i potwora, budzącego grozę.
Określano go takimi słowami jak np.
acer (gwałtowny), ferox (zapalczywy), ferus (dziki), fremens (warczący), fulmineus (piorunujący), rubicundus (porywczy), suevus (wściekły), spumans (toczący pianę), torvus (groźny), videntus (brutalny).
W judaizmie dzik jest symbolem wrogów Izraelitów. W Starym Testamencie jest przedstawiony jako niszczyciel winnicy bożej (Zrył ją dzik z lasu, a odyniec spasł ją). Podejście to kontynuuje tradycja chrześcijańska, uosabiając dzika z diabłem.

### Historia
Już pierwsze okręty bojowe miały na dziobach wyrzeźbiony wizerunek dzika, ponieważ zwierzę to ryje ziemię, tak jak statek fale. Zwierzę to było symbolem króla Ryszarda III. Na znak gościnności umieszczano jego łeb nad drzwiami oberży.
Zdarzało się także, że zmieniano starsze podania i mity, jak np. opowieść o królu Arturze, który w pierwotnej wersji ściga białą lochę, natomiast od XII w., według powieści Chretiena de Troyes, poluje już na białego jelenia.

### Filatelistyka
Sylwetka dzika została uwidoczniona na polskich znaczkach pocztowych oznaczonych numerami 1491, 2107 – seria Zwierzyna i 2603.